# Roxane Gay
Roxane Gay (ur. 15 października 1974 w Omaha) – amerykańska pisarka, nauczycielka akademicka i feministka, laureatka Nagrody Eisnera.

## Życiorys
Urodziła się w mieście Omaha, w katolickiej rodzinie o haitańskich korzeniach. Przez dwa lata studiowała na  Uniwersytecie Yale, po czym wyjechała na rok do Phoenix, zrywając kontakt z rodziną. Powróciła na studia anglistyczne na University of Nebraska-Lincoln, gdzie zdobyła tytuł Master of Arts, po czym doktoryzowała się z retoryki i komunikacji technicznej w 2010 roku na Michigan Technological University. W latach 2010–2014 uczyła na Eastern Illinois University, a od 2014 roku wykładała kreatywne pisanie na Uniwersytecie Purdue. W 2019 roku jako profesor wizytujący prowadziła zajęcia na Uniwersytecie Yale.
Jest zaręczona z pisarką i artystką Debbie Millman.

## Twórczość
Publikowała m.in. w „McSweeney's”, „Time”, „Los Angeles Times”, „The Guardian”, czy „Slate”. W latach 2015–2019 regularnie pisała dla gazety „The New York Times”. Jej opowiadania znalazły się w takich antologiach jak The Best American Short Stories 2012, czy The Best American Mystery Stories 2014.
W 2011 zadebiutowała zbiorem opowiadań Ayiti, w którym pisała o Haiti i haitańskiej diasporze. Jej kolejną książką była powieść An Untamed State (2014), która znalazła się w finale nagrody Dayton Peace Prize. W tym samym roku ukazał się jej zbiór esejów pod tytułem Bad Feminist, który znalazł się na liście bestsellerów „The New York Timesa”. W książce znalazły się elementy autobiograficzne, a także tematy związane z kulturą popularną i uwagi na temat współczesnej definicji feminizmu.
W 2016 roku wraz z poetką Yoną Harvey napisała scenariusz do komiksu World of Wakanda – spin-offu historii Czarnej Pantery w uniwersum Marvel Comics. Za swój wkład w serię otrzymała Nagrodę Eisnera wraz ze współautorami Ta-Nehisi Coatesem i rysowniczką Alithą E. Martinez.
W 2017 roku ukazała się jej autobiograficzna proza Głód. Pamiętnik (mojego) ciała. Gay opisała gwałt, który przeżyła w wieku dwunastu lat i późniejszy mechanizm obronny, z którym przez lata nie mogła sobie poradzić: nadmierne przejadanie się, które doprowadziło do otyłości. Książka została wyróżniona nagrodą literacką Lambda oraz znalazła się na liście bestsellerów „The New York Timesa”. Tego samego roku wydano także zbiór jej opowiadań pod tytułem Histeryczki.
W 2019 ukazał się The Banks – komiks według jej scenariusza opowiadający o trzech generacjach afroamerykanek, zdolnych złodziejek z Chicago.

## Dzieła
- 2011: Ayiti – opowiadania
- 2014: An Untamed State – powieść
- 2014: Bad Feminist – eseje, pol.: Zła feministka. Anna Dzierzgowska (tłum.). Wydawnictwo Cyranka, 2022. ISBN 978-83-671-2109-5. Brak numerów stron w książce
- 2016: World of Wakanda – komiks
- 2017: Hunger: A Memoir of (My) Body, pol.: Głód. Pamiętnik (mojego) ciała. Anna Dzierzgowska (tłum.). Wydawnictwo Cyranka, 2021. ISBN 978-83-957838-5-2. Brak numerów stron w książce
- 2017: Difficult Women, pol.: Histeryczki. Dorota Konowrocka-Sawa (tłum.). Warszawa: Wydawnictwo Poradnia K, 2018. ISBN 978-83-66005-13-6. Brak numerów stron w książce
- 2019: The Banks – komiks